# Commissione vaticana COVID-19
La Commissione vaticana COVID-19 è un'istituzione creata da papa Francesco per esprimere la sollecitudine della Chiesa di fronte alla pandemia di COVID-19 e proporre risposte per le sfide socio-economiche del futuro.

## Storia
Il 20 marzo 2020 papa Francesco ha chiesto al Dicastero per il servizio dello sviluppo umano integrale di creare una Commissione per "preparare il futuro" attraverso azioni di appoggio alle chiese locali per salvare vite umane e per aiutare i più poveri, e mediante l'analisi e la riflessione sulle sfide socio-economiche che si sono sollevate con questa crisi e la proposta di criteri per affrontarle.
L'organismo risponde direttamente al Santo Padre ed è diretto dal cardinale Peter Turkson, prefetto del Dicastero per il servizio dello sviluppo umano integrale.
In un colloquio a Vatican News, il cardinale Turkson ha spiegato la natura e il contesto della Commissione:

## Gruppi di lavoro e obiettivi
La Commissione Vaticana COVID-19 comprende l'attività di cinque gruppi di lavoro, ciascuno con obiettivi distinti, presentati al Santo Padre il 27 marzo 2020:
- Gruppo di lavoro 1: Agire adesso per il futuro
- Gruppo di lavoro 2: Guardare al futuro con creatività
- Gruppo di lavoro 3: Comunicare la speranza
- Gruppo di lavoro 4: Cercare il dialogo e riflessioni comuni
- Gruppo di lavoro 5: Sostenere per custodire

Inoltre, il Gruppo 2, Guardare al futuro con creatività, lavora attraverso quattro task force: sicurezza, salute, economia ed ecologia, ciascuna con il proprio coordinatore. La Commissione pubblica periodicamente un bollettino che raccoglie e riassume i risultati dei suoi studi e le riflessioni scientifiche circa queste quattro discipline. Le task force lavorano trasversalmente intorno a quattro pilastri tematici: 1) dignità nel lavoro e i lavori del futuro; 2) nuove strutture per il bene comune; 3) governance, pace e sicurezza per una solidarietà globale; 4) equilibrare i sistemi sociali con l'ecosistema.
La Commissione Vaticana COVID-19 ha elaborato diverse riflessioni, messaggi e materiali tra quali si distinguono specialmente le catechesi di papa Francesco durante le sue udienze generali nei mesi di agosto e settembre 2020 e raccolte nel libro Guarire il mondo. Catechesi sulla Pandemia, il libro La vita dopo la pandemia, o l'e-book sul Rosario Crisi e Salute.